# 米科拉伊夫卡 (文尼察區)
49°26′13″N 28°7′45″E / 49.43694°N 28.12917°E
米科拉伊夫卡（烏克蘭語：Миколаївка），是烏克蘭的村落，位於該國西南部文尼察州，由文尼察區的利廷市鎮負責管轄，面積0.14平方公里，海拔高度304米，2001年人口466，人口密度每平方公里3,304.96人。